# Chrysometa lepida
Chrysometa lepida är en spindelart som först beskrevs av Eugen von Keyserling 1881.  Chrysometa lepida ingår i släktet Chrysometa och familjen käkspindlar.
Artens utbredningsområde är Peru. Inga underarter finns listade i Catalogue of Life.